# Olzai
Olzai är en ort och kommun i provinsen Nuoro i regionen Sardinien i Italien. Kommunen hade 873 invånare (2017).